# ماکسیم مونفور
ماکسیم مونفور (اسپانیایی: Maxime Monfort‎؛ زادهٔ ۱۴ ژانویهٔ ۱۹۸۳) دوچرخه‌سوار اهل بلژیک است.
از باشگاه‌هایی که در آن رکاب زده‌است می‌توان به تیم لوتو–سودال، تیم ترک-سگافردو، لاندباوکردیت–کولناخو، لاندباوکردیت–کولناخو، تیم دوچرخه‌سواری کوفیدیس، و اچ‌تی‌سی-هایرود اشاره کرد.